# Bảo tàng Cha Władysław Łęga ở Grudziądz
Bảo tàng Cha Władysław Łęga ở Grudziądz (tiếng Ba Lan: Muzeum im. ks. dr Władysława Łęgi w Grudziądzu) là một bảo tàng tọa lạc tại số 3/5 phố Wodna, Grudziądz, Ba Lan.

## Lịch sử
Năm 1883, Hiệp hội Cổ vật được thành lập tại Grudziądz. Một trong những mục tiêu của hiệp hội là tổ chức một viện bảo tàng. Bảo tàng Cổ vật Thành phố chính thức mở cửa cho công chúng vào ngày 15 tháng 6 một năm sau đó. Trong những năm đầu hoạt động, bảo tàng bố trí triển lãm trong một căn phòng của một trường nữ sinh trên phố Klasztorna. Sau đó, trụ sở của bảo tàng nhiều lần thay đổi. Bảo tàng chuyển đến trụ sở hiện tại từ năm 1956, tòa nhà này trước đây từng là tu viện của dòng Benedictine. Bảo tàng trải qua một cuộc cải tổ đáng kể vào năm 1961. Kể từ ngày 13 tháng 5 năm 2005, bảo tàng có tên gọi hiện tại.

## Hoạt động
Ngoài các hoạt động triển lãm thường trực và tạm thời, bảo tàng còn tổ chức nhiều buổi hòa nhạc thính phòng. Bảo tàng cũng sở hữu một thư viện khoa học, đồng thời cũng thực hiện các hoạt động nghiên cứu và xuất bản khảo cổ học. Hiện tại, bảo tàng đang hợp tác với Bảo tàng Tây Phổ của Đức ở Warendorf.